# Rachel Roberts
Rachel Roberts (Llanelli, 20 september 1927 - Los Angeles, 26 november 1980) was een Welsh actrice. Zij werd in 1964 genomineerd voor zowel een Academy Award als een Golden Globe voor haar hoofdrol als Margaret Hammond in het sportdrama This Sporting Life. Ze won daadwerkelijk drie BAFTA Awards, voor de films Saturday Night and Sunday Morning (1961), This Sporting Life en Yanks (1980).
Roberts maakte in 1953 haar film- en acteerdebuut als Bessie Lewis in de Britse tragikomedie Valley of Song. Dat bleek haar eerste van meer dan twintig filmrollen en meer dan dertig inclusief die in televisiefilms. Ook speelde ze jarenlang Bonnie McClellen in de komedieserie The Tony Randall Show. Privé verging het Roberts minder goed. Ze had last van depressies en kon moeilijk van de alcohol afblijven. Dit verergerde toen na haar huwelijk met acteur Alan Dobie (1955-1961) ook dat met acteur Rex Harrison (1962-1971) stukliep. Roberts maakte een aantal jaren later met een overdosis barbituraat bevattende middelen eigenhandig een eind aan haar leven.
Na Roberts' dood werd een dagboek gevonden waarin ze nauwkeurig haar blik op de wereld om haar heen van dag tot dag had bijgehouden. Hieruit bleek dat ze geobsedeerd was door geld, bezittingen, roem en - tot jaren na hun scheiding - door Harrison en dat ze een behoorlijk afwijkend realiteitsbesef had. Dit dagboek werd postuum uitgegeven als No Bells on Sunday: The Rachel Roberts Journals en bevat ook interviews met vrienden en collega's van Roberts.

## Filmografie
*Exclusief tien televisiefilms
| - Charlie Chan and the Curse of the Dragon Queen (1981) - When a Stranger Calls (1979) - Yanks (1979) - Foul Play (1978) - Picnic at Hanging Rock (1975) - Murder on the Orient Express (1974) - O Lucky Man! (1973) - The Belstone Fox (1973) - Alpha Beta (1973) - Wild Rovers (1971) - Doctors' Wives (1971) | - The Reckoning (1969) - A Flea in Her Ear (1968) - This Sporting Life (1963) - Girl on Approval (1961) - Saturday Night and Sunday Morning (1960) - Our Man in Havana (1959) - The Good Companions (1957) - The Crowded Day (1954) - The Weak and the Wicked (1954) - The Limping Man (1953) - Valley of Song (1953) |

## Televisieseries
*Exclusief eenmalige gastrollen
- The Tony Randall Show - Mrs. Bonnie McClellen (1976-1978, dertig afleveringen)
- Our Mutual Friend - Lizzie Hexam (1958-1959, acht afleveringen)

- Biblioteca Nacional de España: XX1065739
- Bibliothèque nationale de France: cb14043067j (data)
- Gemeinsame Normdatei: 138848823
- International Standard Name Identifier: 0000 0001 1777 3171
- Library of Congress Control Number: n84226007
- Nationale Bibliotheek van Tsjechië: xx0171506
- Nationale Bibliotheek van Israël: 987007458167905171
- Nationale Bibliotheek van Polen: a0000002169119
- Nederlandse Thesaurus van Auteursnamen: 149690967
- SNAC: w6m45nt9
- Système universitaire de documentation: 083477497
- Trove: 1274320
- Virtual International Authority File: 305239563
- WorldCat: E39PCjDHJFmTWxkcyhfcMcHdw3